# Cocodrilo (1876)
El Cocodrilo fue un cañonero de la Armada española, que una vez dado de baja, fue usado como buque oceanográfico y laboratorio de la comisión oceanográfica.

## Construcción
En agosto de 1870 se autorizó la construcción de tres cañoneros de pequeño porte, con máquina de vapor y casco de madera, que se construyeron en los diferentes arsenales del Estado. Estaban destinados al servicio de guardacostas y fueron bautizados con nombres de reptiles (aunque el primero de ellos, cuya construcción se realizó en el Arsenal de la Carraca, durante un corto intervalo de tiempo llevó el nombre de Pelícano; luego se le bautizó definitivamente como Caimán). Sus compañeros de serie fueron el Salamandra y el Cocodrilo, construidos en Ferrol y Cartagena, respectivamente.
Su quilla se puso en el Arsenal de Cartagena el 24 de octubre de 1870; no tomó parte en la Revolución Cantonal por no estar finalizado. Fue botado el 13 de abril de 1875 y sus obras terminaron el 15 de enero de 1876.
Su armamento original consistía en un cañón rayado de 160 mm y uno de bronce rayado de 80 mm a popa. En 1879, se les cambió el armamento y pasaron a disponer desde ese momento de un cañón González Hontoria de 120 mm a proa y una ametralladora Nordenfelt de 11 mm a popa.

## Historial de servicio
Prestó servicio de guardacostas por aguas de Andalucía y fue destinado posteriormente a Mahón, donde el 7 de octubre de 1879 rescató a la goleta mercante Juanita Ciar. Más tarde colaboró en el tendido del cable telegráfico submarino entre Menorca y Mallorca. Después se le destinó a tareas de vigilancia de las costas de Marruecos, donde el 21 de octubre de 1889, cuando investigaba el apresamiento de un falucho mercante por piratas, fue atacado con tiro de fusil desde la costa cercana al peñón de Alhucemas, que fue repelido con varios disparos de cañón, ametralladora y fusil.

## Transformación en buque oceanográfico
Tras 24 años de servicio, el Cocodrilo fue dado de baja el 22 de junio de 1899. A partir de septiembre de 1900 sirvió como pontón de la Brigada Torpedista de Cartagena, hasta que por Real Orden de 21 de abril de 1906 se cedió su casco a la Comisión de Oceanografía, siendo transformado en Laboratorio Escuela de Zoología Marina, función que desempeñó desde julio de 1908 hasta julio de 1924 atracado en el puerto de Barcelona. En 1924 pasó a la División Naval de Aeronáutica, que tenía su base en la Ciudad Condal, donde fue empleado como pontón hasta que el 24 de octubre de 1929 fue dado de baja definitivamente, para ser utilizado como blanco flotante el 24 de diciembre y ser desguazado en la primavera de 1930 en Barcelona.